# Bátorová
Bátorová (in ungherese Bátorfalu, in tedesco Barthsdorf) è un comune della Slovacchia facente parte del distretto di Veľký Krtíš, nella regione di Banská Bystrica.

## Storia
Il villaggio fu menzionato per la prima volta nel 1478. Appartenne ai conti Balogh, ai Koháry e ai Kubinyi. Dal 1938 al 1945 venne annesso dall'Ungheria.